# Хорватия на летней Универсиаде 2013
Хорватия на летней Универсиаде 2013 года была представлена 10 спортсменами в 4 видах спорта. Была завоёвана одна (бронзовая) медаль, страна заняла 62-е место в общекомандном зачёте.

## Призёры
| Медаль | Спортсмен           | Вид спорта | Дисциплина             | Дата    |
| ------ | ------------------- | ---------- | ---------------------- | ------- |
| Бронза | Карла Ситич (англ.) | Плавание   | Женщины, 10 километров | 17 июля |

## Результаты

### Плавание

#### Мужчины

##### Бассейн
| Личные соревнования | Спортсмен               | Предварительные заплывы | Предварительные заплывы | Полуфиналы           | Полуфиналы           | Финал                | Финал                |
| Личные соревнования | Спортсмен               | Результат               | Место                   | Результат            | Место                | Результат            | Место                |
| ------------------- | ----------------------- | ----------------------- | ----------------------- | -------------------- | -------------------- | -------------------- | -------------------- |
| 50 м вольный стиль  | Марио Тодорович (англ.) | 23.20                   | 28                      | Завершил выступление | Завершил выступление | Завершил выступление | Завершил выступление |
| 50 м брасс          | Анте Кризан             | 28.72                   | 27                      | Завершил выступление | Завершил выступление | Завершил выступление | Завершил выступление |
| 50 м баттерфляй     | Марио Тодорович         | 23.96                   | 6                       | 23.89                | 7                    | 23.96                | 7                    |
| 100 м баттерфляй    | Марио Тодорович         | 53.79                   | 17                      | Завершил выступление | Завершил выступление | Завершил выступление | Завершил выступление |
| 100 м баттерфляй    | Доминик Страга (англ.)  | 55.54                   | 35                      | Завершил выступление | Завершил выступление | Завершил выступление | Завершил выступление |

#### Женщины

##### Открытая вода
| Соревнование  | Спортсмены          | Результат | Место |
| ------------- | ------------------- | --------- | ----- |
| 10 километров | Карла Ситич (англ.) | 2:05:32.1 | 3     |

### Спортивная борьба

#### Греко-римская борьба
| Категория | Спортсмен     | Турнир       | 1/32 финала        | 1/16 финала                   | Четвертьфинал                   | Полуфинал            | Финал                | Итоговое место       |
| Категория | Спортсмен     | Турнир       | Соперник Результат | Соперник Результат            | Соперник Результат              | Соперник Результат   | Соперник Результат   | Итоговое место       |
| --------- | ------------- | ------------ | ------------------ | ----------------------------- | ------------------------------- | -------------------- | -------------------- | -------------------- |
| до 55 кг  | Иван Лонкарич | За 1-е место |                    | Виктор Чобану (MDA) Пор. 0:4  | Завершил выступление            | Завершил выступление | Завершил выступление | Завершил выступление |
| до 55 кг  | Иван Лонкарич | За 3-е место |                    |                               | Шота Танокура (JPN) Пор. 0:4    | Завершил выступление | Завершил выступление | Завершил выступление |
| до 60 кг  | Тонимир Сокол | За 1-е место |                    | Камран Мамедов (AZE) Пор. 0:4 | Завершил выступление            | Завершил выступление | Завершил выступление | Завершил выступление |
| до 60 кг  | Тонимир Сокол | За 3-е место |                    |                               | Мохаммад Нурбахш (IRI) Пор. 0:3 | Завершил выступление | Завершил выступление | Завершил выступление |

### Спортивная гимнастика

#### Мужчины
| Соревнование       | Спортсмены                | Квалификация | Квалификация | Финал                | Финал                |
| Соревнование       | Спортсмены                | Баллы        | Место        | Баллы                | Место                |
| ------------------ | ------------------------- | ------------ | ------------ | -------------------- | -------------------- |
| Вольные упражнения | Томислав Маркович (хорв.) | 13,700       | 59           | Завершил выступление | Завершил выступление |
| Конь               | Филип Уде (англ.)         | 15,250       | 4            | 14,275               | 6                    |

#### Женщины
| Соревнование   | Спортсмены    | Квалификация | Квалификация | Финал                 | Финал                 |
| Соревнование   | Спортсмены    | Баллы        | Место        | Баллы                 | Место                 |
| -------------- | ------------- | ------------ | ------------ | --------------------- | --------------------- |
| Опорный прыжок | Тияна Ткалчеч | 13,425       | 15           | Завершила выступление | Завершила выступление |

### Теннис

#### Женщины
| Соревнование     | Спортсмены  | Первый раунд   | Второй раунд                    | Третий раунд                               | Четвёртый раунд       | Четвертьфинал         | Полуфинал             | Финал                 | Итоговое место        |
| Соревнование     | Спортсмены  | Соперник Счёт  | Соперник Счёт                   | Соперник Счёт                              | Соперник Счёт         | Соперник Счёт         | Соперник Счёт         | Соперник Счёт         | Итоговое место        |
| ---------------- | ----------- | -------------- | ------------------------------- | ------------------------------------------ | --------------------- | --------------------- | --------------------- | --------------------- | --------------------- |
| Одиночный разряд | Петра Шунич | Не участвовала | Анна Пивень (UKR) Поб. 6-1, 6-2 | Лаура Сигемунд (англ.) (GER) Пор. 2-6, 2-6 | Завершила выступление | Завершила выступление | Завершила выступление | Завершила выступление | Завершила выступление |